# Tinodes polyhymnia
Tinodes polyhymnia är en nattsländeart som beskrevs av Malicky 1976. Tinodes polyhymnia ingår i släktet Tinodes och familjen tunnelnattsländor. Inga underarter finns listade i Catalogue of Life.